# Бички (село)
Бички — колишнє село в Україні, за 24 км від ЧАЕС, на правому березі річки Уж, в Іванківському районі Київської області.

## Історія
Виникло у 1-й чверті 19 ст. як поселення при заснованому 1805 року старобрядницького Свято-Микільського чоловічого монастиря з церквою Різдва Христового та каплицею Димитрія Мироточивого (храми звели 1829 року).
У 1960-80-ті роки село підпорядковувалося Розсохівській сільській раді. У 1981 році у селі мешкало 250 мешканців. До аварії на ЧАЕС підпорядковувалося Чорнобильському району.
Після аварії на станції 26 квітня 1986 р. село було відселене внаслідок сильного забруднення, мешканців переселили у с. Недра (Баришівський район). Населення у 1986 році становило 114 осіб та 76 дворів. Офіційно зняте з обліку 1999 року за відсутністю жителів.
Після Чорнобильської катастрофи село увійшло до 30-кілометрової зони відчуження.
На початку 2000-х років київські сестри-послушниці обрали цю віддалену та історичну місцину для відродження монастирського скита:
|  | А ця довга дорога, що петляє серед казкового соснового лісу веде в село Бички, де зараз розташовується, заново відбудований, жіночий православний Пустинно-Микільський монастир, скит Києво-Покровського монастиря.!. |

Частина території села згоріла під час лісових пожеж у 2015 році.
Частина території села згоріла під час лісових пожеж у 2020 році.
З кінця лютого до 1 квітня 2022 року село було окуповане російськими військами.